# Erica XII
Erica XII är en 52,5 meter lång och 9,5 meter bred segelyacht med hemmahamn i Hamilton, Bermuda. Skeppet byggdes 2009 vid Vitters Shipyard i Nederländerna, designad av holländska Hoek Design Naval Architects med interiör av brittiska Redman Whiteley Dixon.
Erica XII kan ta tio passagerare i fem sviter och har en besättning på sju personer. Beställare och ägare är Bertil Hult. Kronprinsessan Victoria och prins Daniel tillbringade sin smekmånad på båten.